# Avro
Авро Ейркрафт (англ. Avro Aircraft) — британська авіабудівна компанія, що існувала з 1910 по 1963. Компанія здобула світову популярність завдяки таким літакам, як важкий бомбардувальник часів Другої світової війни Avro Lancaster і післявоєнний бомбардувальник Avro Vulcan з дельтавидним крилом.
Дочірнім підрозділом Авро Ейркрафт була компанія Авро Канада.

## Історія
Засновник компанії Елліот Вердон Ро — один з піонерів авіації. Він є першим британцем, який здійснив політ на літальному апараті з двигуном (в 1908) і першим британцем, що підняв у повітря літак повністю британської конструкції, Avro Roe I Triplane, роком пізніше. Він вже мав досвід побудови літаків — створений ним в 1907 Avro Roe I Biplane з французьким двигуном Antoinette став першим літаком, що здійснив успішний політ на території Великої Британії.
Спільно зі своїм братом, Хамфрі Вердон Ро, Елліот Ро 1 січня 1910 заснував у Браунсфільд Мілле, Манчестер одну з перших авіабудівних компаній в світі AV Roe and Company. Хамфрі взяв на себе фінансові та організаційні проблеми і був керуючим компанії до 1917 року.
У 1912 з'являється перший літак компанії — біплан Авро 500. Цей же літак, поставлений на поплавці, одержав позначення Avro 501, імовірно, став першим британським гідролітаком. Інтерес до розвитку гідроавіації привів до створення заводу А. В. Ро в місті Шорхем-Бай-Сі, де, на відміну від Манчестера, існувала можливість зльоту з поверхні води.
У тому ж році з'являється моноплан Авро Тип F — перший в світі літак з повністю закритою кабіною. Справжнім успіхом компанії стало створення в 1913 біплана Авро 504 — наймасовішого літака Першої світової війни, виробництво якого дозволило завантажити виробничі потужності компанії впродовж усієї Першої світової війни і після її закінчення. Випуск Авро 504 тривав майже 20 років і разом з субпідрядниками склав 8340 машин.
Після закінчення Першої світової війни замовлення на нові літаки різко скоротилися. Це викликало серйозні фінансові проблеми, і в серпні 1920 року компанія була змушена продати 68,5 % своїх акцій автомобілебудівній компанії Кросслі Моторс, розташованій поблизу і котра потребувала розширення виробничих площ. У 1928 році Кросслі Моторс продала Авро авіабудівній компанії Армстронг-Сіддлі. У цьому ж році Елліот Ро покидає засновану ним компанію і переходить в нову компанію Сандерс-Ро, що створила після Другої світової війни ряд суден на повітряній подушці, гідролітаків і експериментальних реактивних літаків. У 1935 році Авро стає дочірньою компанією Хоукер Сіддлі Груп.
У період між світовими війнами компанія для демонстрації своїх можливостей створює спортивні та поштові літаки, виробляє за ліцензією автожири конструкції Хуана де ла Сіерва, створює кілька моделей винищувачів, які, втім, не виходять далі стадії прототипу. Перед Другою світовою війною компанія створює навчально-тренувальний літак Тьютор, який у великих кількостях використовувався для підготовки пілотів Королівських військово-повітряних сил, і двомоторний морський патрульний літак Енсон.
З початком Другої світової війни компанія повертається до виробництва бойових літаків. У цей час було створено найвідоміші літаки Авро.
У післявоєнні роки компанія Авро продовжила розвиток сімейства літаків на базі «Ланкастера» і «Лінькольна», на основі першого були створені транспортні «Ланкастріан» і «Йорк», на основі другого — морський патрульний літак «Шеклтон» і пасажирський авіалайнер «Тюдор».
Ще однією значущою розробкою компанії став «Вулкан» — реактивний бомбардувальник V-серії. Літак незвичайної аеродинамічної схеми «бесхвостка», озброєний керованою ракетою Blue Steel з ядерним зарядом, також розробленою Avro, став останнім статегічним бомбардувальником на озброєнні Королівських ВПС. Застосовувався як звичайний бомбардувальник під час Фолклендської війни.
Останнім літаком, що був розроблений компанією Авро та випускався серійно, став двомоторний турбогвинтовий близькомагістральний пасажирський літак Авро 748. До 1963 було випущено 18 машин під позначенням Авро 748, після входження компанії до складу Хоукер-Сіддлі Груп виробництво літака продовжилося під позначенням Хоукер-Сіддлі HS 748.
Останній AVRO RJ100 від SWISS airlines знятий з експлуатації 16 серпня 2017 року

## Авро Канада
У липні 1945 року Хоукер-Сіддлі Груп придбала підрозділ Вікторі Ейркрафт в Мальтон, Онтаріо. Нова авіабудівна компанія у складі Хоукер-Сіддлі Груп отримала назву Авро Канада Лімітед. Це було самостійне підрозділ Хоукер-Сіддлі Груп і носило ім'я Авро тільки в маркетингових цілях. До свого закриття у 1962 компанія встигла стати відомою завдяки своїм моделям CF-105 Arrow, C-102 Jetliner і прототипу «літаючої тарілки» Avrocar.

## Злиття з Хоукер-Сіддлі
Після поглинання компанією Хоукер-Сіддлі Груп назву «Авро» перестали використовувати. Однак ця назва мала за собою таку велику авіаційну спадщину, що компанія Бритіш Аероспейс, куди в свою чергу увійшла Хоукер-Сіддлі, вирішила використати її в маркетингових цілях. Назва Avro RJ (regional jet) використовувалася для позначення моделей RJ70, RJ85 і RJ100 літака BAe 146. Іноді невірно цей літак називають Авро-146. Avro RJ вироблявся до 2003.